# بوبي أوسبورن
بوبي أوسبورن (بالإنجليزية: Bobby Osborne)‏ هو عازف مندولين وكاتب أغاني أمريكي، ولد في 7 ديسمبر 1931 في هايدن في الولايات المتحدة.

## وصلات خارجية
- بوبي أوسبورن على موقع IMDb (الإنجليزية)
- بوبي أوسبورن على موقع ميوزك برينز (الإنجليزية)
- بوبي أوسبورن على موقع ديسكوغز (الإنجليزية)
- بوبي أوسبورن على موقع قاعدة بيانات الفيلم (الإنجليزية)